# Billy Keys
William "Billy" Amar Keys (Chicago, Illinois, Estados Unidos, 26 de octubre de 1977) es un exjugador de baloncesto estadounidense. 

## Clubs
- 2000-2001 New Mexico Slam
- 2001 U.M.F. Grindavík
- 2001 Florida Sea Dragons
- 2001-2002 Fargo-Moorhead Beez
- 2002 Cocodrilos de Caracas  Venezuela
- 2002-2003 Hapoel Tel Aviv  Israel
- 2003-2004 Roseto  Italia
- 2004 Dakota Wizards  Estados Unidos
- 2004 Cocodrilos de Caracas  Venezuela
- 2005 Dakota Wizards  Estados Unidos
- 2005 Gran Canaria  España
- 2005-2006 Zaragoza  España
- 2006-2007 Varese  Italia
- 2007-2008 AEL 1964 GS  Grecia
- 2008-2010 Maroussi BC  Grecia
- 2010-2011 BC Budivelnyk Kiev  Ucrania
- 2011-2013 Panionios BC  Grecia
- 2013-2014 Nilan Bisons Loimaa  Finlandia